# Lijst van bruggen in Delft over het Rijn-Schiekanaal

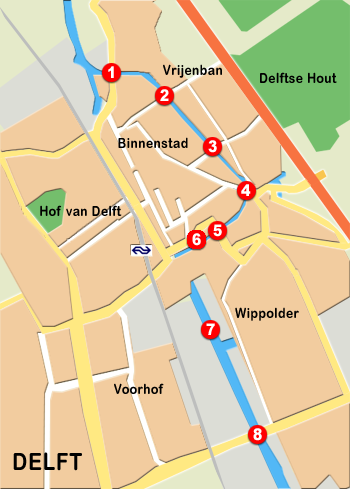
Locatie van de acht bruggen: 1 Reineveldbrug; 2 Plantagebrug; 3 Koepoortbrug; 4 Oostpoortbrug; 5 St. Sebastiaansbrug; 6 Hambrug; 7 Abtswoudsebrug; 8 Kruithuisbrug

De bebouwde kom van Delft wordt over een lengte van 5,7 km doorsneden door het Rijn-Schiekanaal. Vanaf Overschie tot de noordkant van Delft wordt het kanaal ook Delftse Schie genoemd. 
Er zijn in de gemeente Delft in 2008 acht bruggen om het kanaal over te steken. Dit artikel geeft een overzicht van de bruggen in Delft over het Rijn-Schiekanaal, van noord naar zuid. De bruggen worden beheerd door de Provincie Zuid-Holland.
Tot rond 1894 verliep alle scheepvaart langs de westkant van het centrum. Destijds besloot de Provincie het kanaal om te leggen langs de zuid- en oostelijke kant via de route van de oude vestinggracht. Dit vereiste uitdiepen van die waterweg en de bouw van nieuwe bruggen. Het deel van het kanaal aan de westkant werd gedempt.
| # | brug | afbeelding |
| - | --- | ---------- |
| 1 | Reineveldbrug |            |
| 2 | Plantagebrug |            |
| 3 | Koepoortbrug |            |
| 4 | Oostpoortbrug |            |
| 5 | Sint Sebastiaansbrug |            |
| 6 | Hambrug |            |
| - | Rotterdamse Poortbrug Verdwenen brug, niet aangegeven op de overzichtskaart. Bevond zich ca. 100 meter ten westen van nr 6, Hambrug |            |
| 7 | Abtswoudsebrug |            |
| 8 | Kruithuisbrug |            |
| - | Kandelaarbrug Niet aangegeven op de overzichtskaart. Bevindt zich ten zuiden van de Kruithuisbrug op de grens met Rotterdam         |            |